# Senenmut

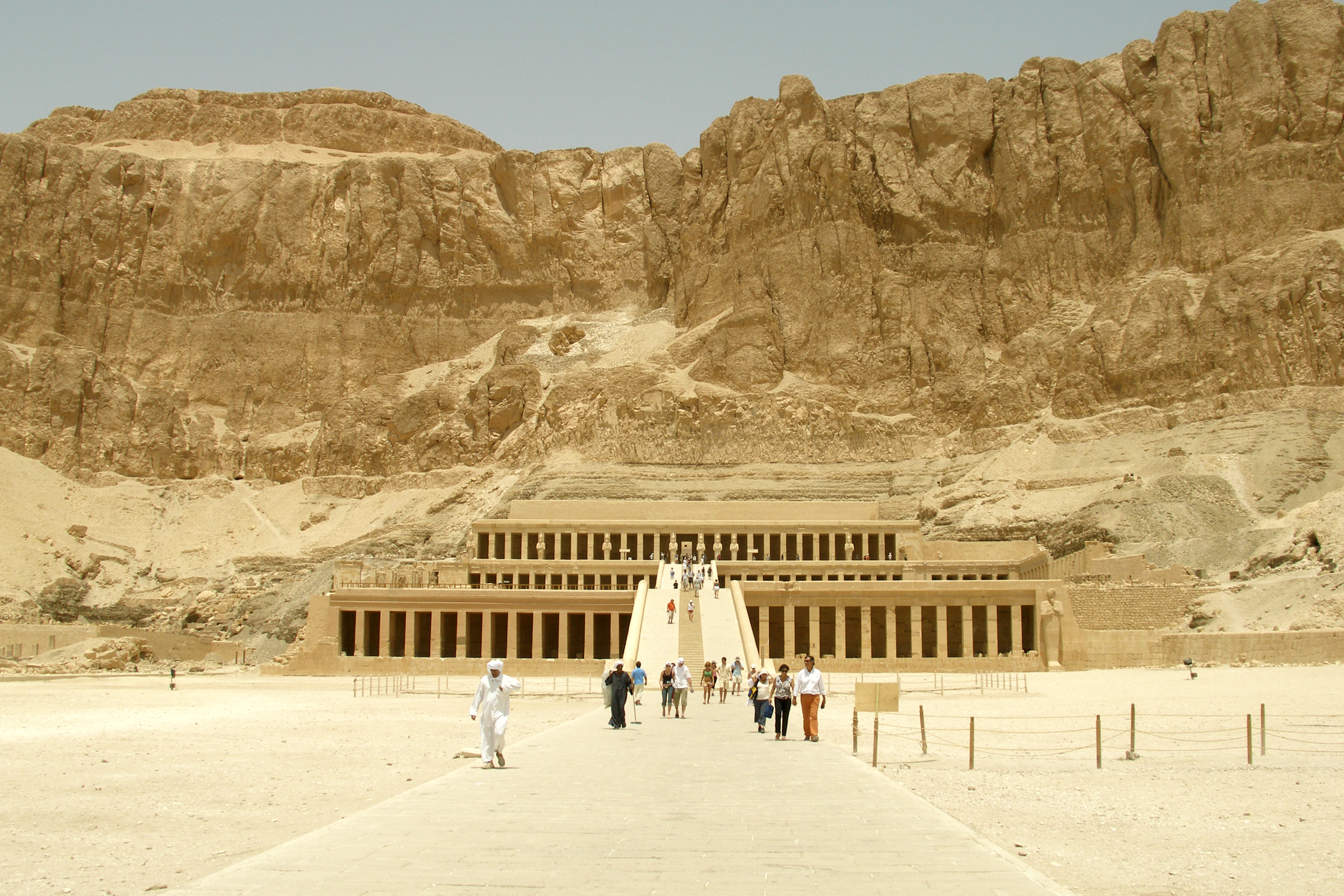
Hatšepsutin zádušní chrám Džeser-Džeseru v Dér el-Bahrí

Senenmut (v překladu „Bratr matky“, nebo „Bratr (bohyně) Mut“) byl vysoký egyptský úředník, architekt a královský vychovatel ve starověkém Egyptě v době 18. dynastie za vlády  panovnice Hatšepsut. Je považován za stavitele královnina zádušního chrámu Džeser-Džeseru v Dér el-Bahrí. 
Tituly jeho rodičů otce Ramose a matky Hatnofret poukazují na Senenmutův prostý původ. Pocházel z hornoegyptského města Iunumoncu (Armantu), někteří badatelé začátek jeho kariéry spojují s vojenským prostředím. Senenmutovo jméno se objevuje v souvislosti se záležitostmi egyptské královské rodiny brzy po začátku společné vlády Hatšepsut a Thutmose III., prokazatelně je spojován spíše s okolím královny než s jejím spoluvládcem. Senenmutův přesný vztah ke královně Hatšepsut a její dceři princezně Nefrure, s níž je zobrazován ve velmi blízké, do té doby pro společné zobrazení dospělého a dítěte nepoužívané pozici, zůstává nejasný. Otcem princezny Nefrure byl Thutmose II. Domněnka o mileneckém vztahu Senenmuta s Hatšepsut, kterou nalezneme např. v knižním cyklu egyptských příběhů od Paula Dohertyho, zatím odborníky není obecně uznávána.
Z různých náznaků se usuzuje, že kolem 16. roku vlády jeho vliv u dvora upadl. Badatelé to vysvětlují různými teoriemi: buď v souvislosti se smrtí princezny Nefrure, jejímž byl vychovatelem, nebo proto, že se připojil ke straně Thutmose III. Zemřel někdy kolem 18. nebo 19. roku vlády, tedy ještě předtím, než se Thutmose III. chopil moci. 